# Алма (комуна)
Алма (рум. Alma) — комуна у повіті Сібіу в Румунії. До складу комуни входять такі села (дані про населення за 2002 рік):
- Алма (880 осіб) — адміністративний центр комуни
- Джакеш (261 особа)
- Шміг (959 осіб)

Комуна розташована на відстані 234 км на північний захід від Бухареста, 54 км на північний схід від Сібіу, 92 км на південний схід від Клуж-Напоки, 107 км на північний захід від Брашова.

## Населення
У 2009 році у комуні проживали 2028 осіб.